# Kanselier van de Militaire Willems-Orde

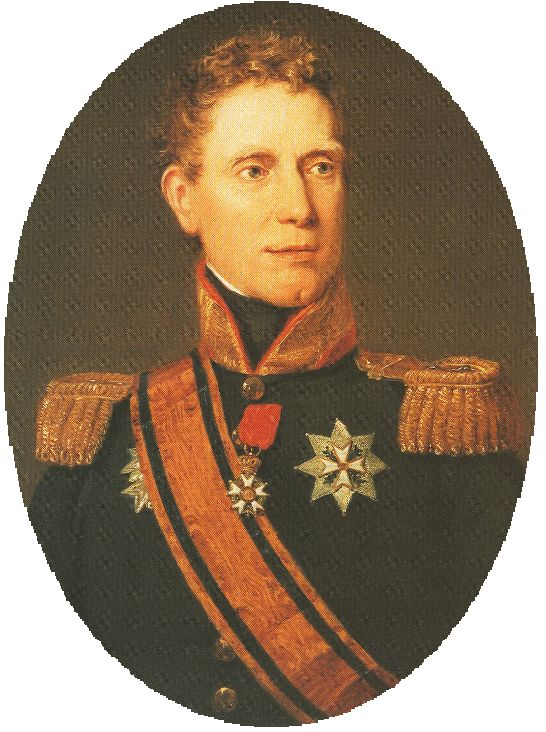
Jan Willem Janssens, de eerste kanselier

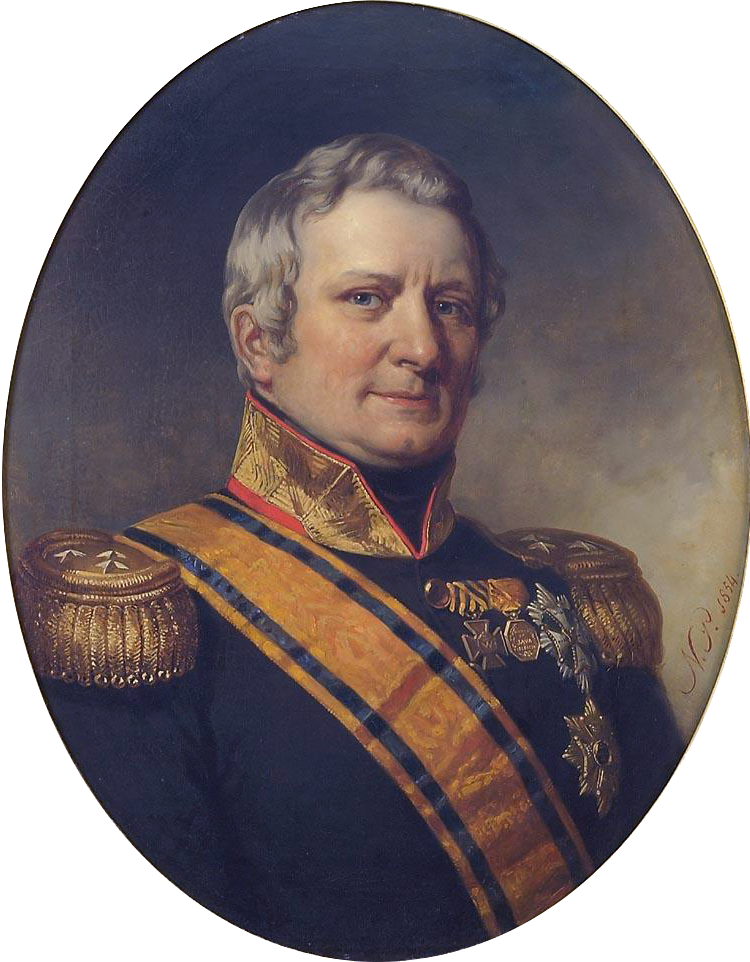
Hendrik Merkus Baron de Kock, de tweede kanselier, in 1854

De Militaire Willems-Orde werd in 1815 ingericht naar het model van de "grote" Europese orden.

Deze bezaten kanseliers en kapittels. Officieren en herauten zoals de secretaris, schatbewaarder en ceremoniemeester oefenen binnen een orde hun taak uit.
De wet op de Militaire Willems-Orde van 30 april 1815 en de Wet op de Orde van de Nederlandse Leeuw van 29 september 1815 voorzagen in een kanselier. In 1815 werden dan ook twee kanseliers benoemd; Jan Willem Janssens werd kanselier van de Militaire Willems-Orde en Willem Frederik Röell werd 10 februari 1817 zijn evenknie bij de Orde van de Nederlandse Leeuw.
De kanselier gaf leiding aan drie medewerkers; een secretaris, en adjunct-commies en een kamerbewaarder. De in de wet genoemde thesaurier is er, net als de door hem te beheren schat, nooit gekomen. De kosten, 4000 gulden inkomen voor de kanselier en eenzelfde bedrag voor de drie anderen tezamen werden in het tweede hoofdstuk van de rijksbegroting opgevoerd. Dat maakte van de kanselarij een "Hoog College van Staat" en de kanselier werd ook met het daarbij behorende respect – op Prinsjesdag werd hij op één rij geplaatst met de (vice-)voorzitters van Rekenkamer en Raad van State – behandeld.
In Frankrijk is de kanselier van het Legioen van Eer van oudsher een man met veel gezag en aanzien. Onder Napoleon was er een bijzonder hoog inkomen aan verbonden en men dacht, onervaren als men in het nieuwe koninkrijk was waar het ridderorden aanging, het Franse voorbeeld te moeten volgen. De praktijk was anders, Nederland was straatarm en toen het op betalen aankwam werd de orde verwaarloosd.
Er kwam geen kapittel en geen reglement. Van een protocol en officieel eerbetoon is ook niet veel terechtgekomen.De in de wet van 1815 genoemde diploma's kwamen er, na veel vruchteloze discussies en correspondentie tussen kanselier Janssen, en zijn opvolgers, en ministeries pas op 1 januari 1937.
Een instructie zoals in de wet nadrukkelijk wordt genoemd heeft de kanselier nooit mogen ontvangen.
In 1835 nam de kanselier ook de positie van kanselier van de Orde van de Nederlandse Leeuw op zich, daarbij werd een voorschot genomen op een voorstel van de 23 oktober 1830 ingestelde staatscommissie die de uitgaven van het nu gehalveerde koninkrijk der Nederlanden moest beoordelen. Deze commissie deed de aanbeveling om de kanselarijen, beiden hadden drie medewerkers, samen te voegen tot een "Kanselarij der Nederlandsche Koninklijke Ridderordens". De zittende kanseliers werden ontzien, maar hun opvolgers zouden onbezoldigd moeten werken.
In januari 1835 nam de kanselier ook het kanselierschap van de Orde van de Nederlandse Leeuw op zich. Baron Röell was overleden. Dat generaal Janssen geen ridder in de Orde van de Orde van de Nederlandse Leeuw was telde ook niet.
Toen begin mei 1844 een van de ambtenaren op de kanselarijen, commies Dirk Bisschop, overleed greep het Ministerie van Financiën in, de kanselarijen werden samengevoegd in een Koninklijk Besluit van 3 juni 1844. Aan de wet die twee kanseliers voorschreef en aan de titel die de kanselier van de twee orden zou dragen werd geen aandacht besteed.
In Koninklijke Besluiten werd van een "Kanselier van de Militaire Willems-Orde en van de Orde van de Nederlandse Leeuw" gesproken. In 1849 bevestigde de koning dat het een onbezoldigde functie was en sprak het besluit over de "Kanselier der Nederlandse Orden".
Zo bleef het tot koning Willem III de regering aanvaardde. De koning gelaste dat niet generaal-majoor H.R. Trip maar een marineofficier kanselier moest worden. Leger en marine moesten elkaar bij het vervullen van de "hooge waardigheid van Kanselier der Nederlandse Orden" afwisselen. Dat gebruik werd dan ook tot ver in de 20e eeuw volgehouden. Er waren ook voldoende dragers van de Militaire Willems-Orde bij beide krijgsmachtonderdelen beschikbaar.Deze aflossing en het gebruik dat een kanselier een vlag- of opperofficier moest zijn is een in de loop der eeuwen ontstane traditie; het werd niet formeel vastgelegd. Dat de kanselier "uit de gelederen der ordeleden" moest worden gekozen is in artikel 11 van de Wet op de Militaire Willems-Orde vastgelegd. Volgens velen gold zij mutatis mutandis ook voor de kanselier van de drie ridderorden.
Bij de instelling van een nieuwe ridderorde, de in 1892 ingestelde Orde van Oranje-Nassau, werd vastgelegd dat de Orde "een kanselier met de Orde van de Nederlandse Leeuw zou delen".
In 1906 was viceadmiraal F.J. Stokhuyzen de laatste kanselier van de Militair Willems-Orde. In 1918 werden de drie orden weer onder één kanselier, de kanselier der Nederlandse Ridderorden gebracht.
In de loop van de 20e eeuw waren er geen, of geen geschikte, ridders in de Militaire-Willems-Orde bij de marine te vinden. De meeste gevechten werden immers door het Nederlands-Indisch leger gevoerd. Deze omstandigheid en de in 1941 in een in Londen vastgesteld reglement vastgelegde leeftijdsgrens van 75 jaar, maakten het moeilijk om geschikte kanseliers te vinden.
In 1946 maakten ridders die gevraagd waren om in het Kapittel van de Militaire Willems-Orde zitting te nemen bezwaar tegen een kanselier die geen Willemsorde droeg. Generaal-majoor van den Bent moest, hoe kundig en enthousiast hij ook was, aftreden als kanselier. Zijn opvolger, generaal-majoor Henri Koot, was wél ridder.

## Lijst van kanseliers van de Militaire Willems-Orde
- Jan Willem Janssens

kanselier van de Militaire Willems-Orde
1815-1838
- Hendrik Merkus de Kock

kanselier van de Militaire Willems-Orde 
1838-1841
- Willem Anne Schimmelpenninck van der Oye

kanselier van de Militaire Willems-Orde en kanselier van de Orde van de Nederlandse Leeuw
1846 –1849

Zijn opvolger was
- luitenant-admiraal Engelbertus Lucas als kanselier der Nederlandse Orden. 1849-1870

In de daaropvolgende 47 jaar was er geen zelfstandige kanselier van de Militaire Willems-Orde.
Van 1896 tot 1906 was
- vice-admiraal F.J. Stokhuyzen kanselier van de Militaire Willems-Orde. In 1906 werd de zelfstandige functie wederom opgeheven.